# Uitbraaksleuf

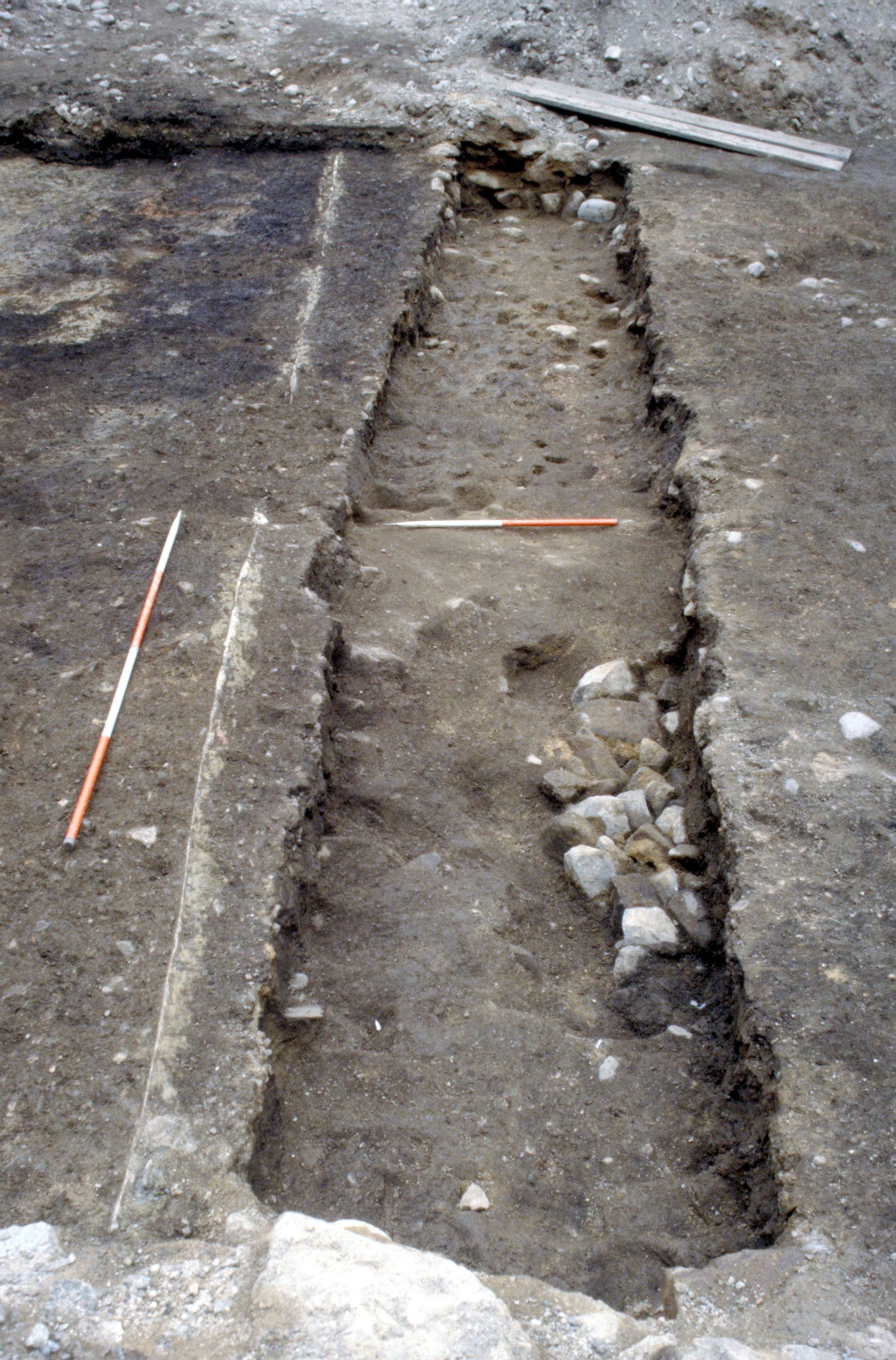
Uitbraaksleuf. Alleen de afwijkende grondsoort en het puin wijst er op dat er vroeger een fundament was

Een uitbraaksleuf of robber trench (eng.) is een archeologische term voor een plek waar na sloop van een gebouw ook het fundament is verwijderd en puin is gebruikt om het gat te vullen. De uitbraaksleuf is dan de enige indicatie dat er in het verleden een constructie was.
Een uitbraaksleuf levert informatie over het gebouw dat er ooit stond, zoals:
- de locatie van het gebouw
- de plattegrond van het gebouw
- de bouwmethode
- de artefacten die werden gebruikt of weggegooid door de mensen die er woonden of werkten